# Centro nazionale trapianti
Il Centro nazionale trapianti (CNT) è l'autorità competente del Servizio sanitario nazionale italiano in materia di donazione e trapianto di organi solidi, tessuti umani e cellule, incluse le cellule staminali emopoietiche e quelle riproduttive. Della sua attività tecnico-scientifica si avvalgono il Ministero della Salute, le Regioni e le Provincie autonome di Trento e Bolzano. Istituito dalla legge 1º aprile 1999 n. 91 con sede a Roma presso l’Istituto superiore di sanità, il CNT opera secondo le linee di indirizzo e programmazione fornite dal Ministro della Salute, che ne nomina il Direttore generale, scelto tra i dirigenti di ricerca dell'Istituto superiore di sanità oppure tra i medici non dipendenti dall'Istituto in possesso di comprovata esperienza in materia di trapianti.
Il CNT svolge funzioni di indirizzo, coordinamento, regolazione, formazione e vigilanza della rete trapiantologica di organi, tessuti e cellule. Inoltre presso il Centro opera una struttura sanitaria operativa per l'allocazione degli organi per i programmi di trapianto nazionali: trapianti urgenti, pediatrici, trapianti di pazienti iperimmunizzati, split di fegato, trapianti di rene cross-over, gli scambi di organi con Paesi esteri. Partecipa alla rete delle autorità competenti in materia istituita dalla Commissione europea e dal Consiglio d'Europa.
Presso il Centro nazionale trapianti è operativo il Sistema informativo trapianti (SIT), una banca dati che monitora, traccia e archivia l'intera attività di donazione e trapianto svolta in Italia. Il SIT raccoglie anche le manifestazione di volontà (positiva o negativa) espresse dai cittadini in materia di donazione di organi e tessuti e registrate al momento del rilascio o rinnovo della carta d'identità, presso gli appositi sportelli delle Asl o attraverso l'Associazione italiana donatori di organi. Al CNT, insieme al Ministero della Salute, è attribuito anche il compito di diffondere campagne informative e di sensibilizzazione sul tema della donazione e di promuovere la Giornata nazionale per la donazione di organi (che si celebra annualmente in una domenica compresa tra marzo e maggio stabilita con decreto del Ministro della Salute) e la Settimana nazionale per la donazione di cellule staminali emopoietiche e di midollo osseo "Match it now", che si tiene ogni anno nel mese di settembre.

## Livelli della Rete trapiantologica
In base alla legge 1º aprile 1999 n. 91, il Servizio sanitario nazionale prevede oggi che il coordinamento dell'attività di donazione, prelievo e trapianto sia articolato su quattro livelli: 
- nazionale Centro nazionale trapianti - CNT;
- regionale centri regionali trapianto - CRT;
- interregionale centri interregionali trapianto:
  - Nord Italia transplant - NITp per Friuli-Venezia Giulia, Liguria, Lombardia, Marche, Veneto, e la provincia autonoma di Trento;
  - Associazione interregionale trapianti - AIRT per Piemonte, Valle d'Aosta, Toscana, Emilia-Romagna, Puglia e la provincia autonoma di Bolzano;
  - Organizzazione centro-sud trapianti - OCST per Abruzzo, Basilicata, Umbria, Campania, Lazio, Calabria, Molise, Sardegna e Sicilia);
- locale ASL, centri trapianto e coordinamenti donativi ospedalieri.

## Articolazione del CNT
Il CNT è strutturato in una direzione generale, cui afferiscono funzioni di staff, in un’area sanitaria e un’aria amministrativa. Si avvale del supporto di una Consulta tecnica permanente, un organo collegiale che ha la funzione di predisporre gli indirizzi tecnico-operativi per lo svolgimento delle attività di prelievo e di trapianto e svolge anche funzioni consultive per il Centro nazionale.
I membri della Consulta, nominati con decreto del Ministro della Salute, sono:
- Direttore generale dell’Istituto superiore di sanità o suo delegato;
- Direttore generale del CNT;
- Coordinatori dei Centri regionali o interregionali per i trapianti;
- Tre clinici esperti in materia di trapianti di organi e di tessuti;
- Tre esperti delle associazioni nazionali che operano nel settore dei trapianti e della promozione delle donazioni.

## Elenco dei Direttori generali
- 2000-2019 Alessandro Nanni Costa
- 2019-2024 Massimo Cardillo
- 2024-in carica Giuseppe Feltrin